# Marcus Giamatti
Marcus Bartlett Giamatti (New Haven (Connecticut), 3 oktober 1961) is een Amerikaans acteur.

## Biografie
Giamatti werd geboren in New Haven (Connecticut) als zoon van een voormalig directeur van Yale-universiteit en een voormalig voorzitter Major League Baseball. Hij is de oudere broer van Paul. Giamatti heeft gestudeerd aan de Bowdoin College in Brunswick (Maine) en is afgestudeerd aan de toneelschool Yale School of Drama (onderdeel van Yale-universiteit) in New Haven.
Giamatti begon in 1986 met acteren in de televisieserie Guiding Light, waarna hij nog meerdere rollen speelde in televisieseries en films. Hij is vooral bekend van zijn rol als Peter Gray in de televisieserie Judging Amy, waar hij in 138 afleveringen speelde (1999-2005).

## Filmografie

### Films
Uitgezonderd korte films.
- 2017 Get Shorty - als Bernard
- 2015 The Curse of Downers Grove - als Rich
- 2014 Thinspiration - als Michael
- 2013 Beverly Hills Cop - als Keith Trumain
- 2012 Blue Lagoon: The Awakening - als schoolhoofd Thomas
- 2010 The Chosen One - als Freddy
- 2007 On the Doll - als oom Lou
- 2001 The Business of Strangers - als Robert
- 2000 Hamlet - als Guildenstern
- 1999 Pirates of Silicon Valley - als Dan Kottke
- 1999 Judy Berlin - als Eddie Dillon
- 1997 Path to Paradise: The Untold Story of the World Trade Center Bombing. - als agent Atkinson
- 1994 3 Ninjas Kick Back - als aankondiger
- 1994 Jimmy Hollywood - als BMW student
- 1991 Necessary Roughness - als Sargie 'Fumblina' Wilkinson
- 1991 Aftermath: A Test of Love - als Luke
- 1990 Mr. & Mrs. Bridge - als Gil Davis

### Televisieseries
Uitgezonderd eenmalige gastrollen.
- 2022 Bosch: Legacy - als Simon Wakefield - 4 afl.
- 2015-2016 CSI: Cyber - als Artie Sneed - 3 afl.
- 2015 Big Time in Hollywood, FL - als rechercheur Jim Zdorkin - 5 afl.
- 2012-2013 NCIS: Los Angeles - als CIA agent Michael Snyder - 2 afl.
- 2011 The Young and the Restless - als dr. Felix - 3 afl.
- 2010 Look - als Lenny - 3 afl.
- 2007 Tell Me You Love Me - als Jeff - 3 afl.
- 1999-2005 Judging Amy - als Peter Gray - 138 afl.
- 1992-1993 Flying Blind - als Ted Sharperson - 22 afl.
- 1989 Another World - als Jeff - 9 afl.

- Library of Congress Control Number: no2019012678
- Virtual International Authority File: 2285154923695963780002
- WorldCat: E39PBJqFQ8F6vfKQ883pvfCfbd